# Metoda maximální věrohodnosti
Metoda maximální věrohodnosti označuje jednu z centrálních metod matematické statistiky. Jednou z hlavních úloh matematické statistiky je, zjednodušeně řečeno, odhad neznámých veličin v závislosti na pozorovaných (experimentálních) datech.
Odhad v kontextu matematické statistiky sestává ze dvou částí
1. formulace pravděpodobnostního modelu, který popisuje danou reálnou situaci
2. ověření shody daného modelu se skutečností na základě pozorovaných dat.

Z těchto dat se dále odhadují hodnoty volných parametrů modelu. 
Metoda maximální věrohodnosti je univerzální metoda pro konstrukci odhadů parametrů.

## Definice
Pozorovaná data se uvažují jako soubor stejně rozdělených nezávislých náhodných veličin {\displaystyle X_{1},X_{2},\ldots ,X_{n}} s neznámou funkcí hustoty {\displaystyle f_{\theta }}. Dostupnou informací je, že tato funkce náleží do parametrické množiny {\displaystyle \{g_{\theta },\theta \in \Theta \}}, jejíž prvky se liší pouze hodnotou parametru {\displaystyle \Theta }. Jinými slovy existuje hodnota {\displaystyle \theta _{0}} taková, že {\displaystyle f_{\theta }=g_{\theta _{0}}}. Protože hodnota {\displaystyle \theta _{0}} je neznámá, je potřeba se jí pomocí nějakého odhadu {\displaystyle {\hat {\theta }}} co nejlépe přiblížit.
Pro soubor stejně rozdělených, nezávislých náhodných veličin platí, že jejich sdruženou hustotu lze faktorizovat (tj. rozdělit na součin hustot jednotlivých rozdělení)
{\displaystyle f(X_{1},X_{2},\ldots ,X_{n}|\theta )=f(X_{1}|\theta )f(X_{2}|\theta )\ldots f(X_{n}|\theta )=\prod _{i=1}^{N}f(X_{i}|\theta )}
Chceme-li odhadovat hodnoty {\displaystyle \theta }, pak získáme přepsáním předchozí rovnice vztah pro odhad {\displaystyle {\mathcal {L}}(\theta |.)}
{\displaystyle {\mathcal {L}}(\theta |X_{1},X_{2},\ldots ,X_{n})=f(X_{1}|\theta )f(X_{2}|\theta )\ldots f(X_{n}|\theta )=\prod _{i=1}^{N}f(X_{i}|\theta )}
Funkci {\displaystyle {\mathcal {L}}(\theta |.)} nazýváme věrohodnostní funkce.
Velmi často se využívá logaritmus věrohodnostní funkce {\displaystyle {\mathcal {L}}}, tj.
{\displaystyle \log {\mathcal {L}}(\theta |X_{1},X_{2},\ldots ,X_{n})=\sum _{i=1}^{N}\log f(X_{i}|\theta )}
Jednou z výhod logaritmu je převod součinu na součet, se kterým se v některých případech lépe pracuje.
Jestliže existuje hodnota {\displaystyle {\hat {\theta }}} taková, že pro všechny možné hodnoty parametru {\displaystyle \theta } platí
{\displaystyle {\mathcal {L}}(\theta |X_{1},X_{2},\ldots ,X_{n})\leq {\mathcal {L}}({\hat {\theta }}|X_{1},X_{2},\ldots ,X_{n})}
pak nazveme {\displaystyle {\hat {\theta }}} maximálním věrohodným odhadem.
Alternativní formulace je
{\displaystyle {\hat {\theta }}=\arg \max _{\theta \in \Theta }{\mathcal {L}}(\theta |X_{1},X_{2},\ldots ,X_{n})}

## Příklady

### Diskrétní rozdělení
Uvažujme náhodný výběr {\displaystyle (X_{1},X_{2},X_{3},X_{4})} z alternativního rozdělení, tj. {\displaystyle X} nabývá pouze hodnot 0 a 1 a sice s pravděpodobností {\displaystyle P(X=1)=p} a {\displaystyle P(X=0)=1-p}. Získaná data jsou (0,0,1,0). Úkol je odhadnout hodnotu parametru {\displaystyle p}, přičemž náš model předpokládá hodnoty buď p = 0,25 nebo {\displaystyle p=0,8}.
Pro pravděpodobnost pozorovaných dat máme podle alternativního rozdělení:
{\displaystyle P(X_{1}=0,X_{2}=0,X_{3}=1,X_{4}=0)=p(1-p)^{3}}
což je pro {\displaystyle p=0,25} rovno 0,1055 a pro {\displaystyle p=0,8} rovno 0,0064. Princip maximálního věrohodného odhadu spočívá v tom, že za odhad {\displaystyle p} vezmeme tu hodnotu, pro kterou je výsledek nejpravděpodobnější, tedy {\displaystyle p=0,25}.

### Spojité rozdělení
Uvažujme situaci popsanou normálním rozdělením {\displaystyle {\mathcal {N}}(\mu ,\sigma ^{2})} s hustotou
{\displaystyle f(x\mid \mu ,\sigma ^{2})={\frac {1}{{\sqrt {2\pi }}\ \sigma \ }}\exp {\left(-{\frac {(x-\mu )^{2}}{2\sigma ^{2}}}\right)},}
kde parametr {\displaystyle \sigma ^{2}} je znám. Pro odhad parametru {\displaystyle \mu } metodou maximální věrohodnosti dostáváme vztah
{\displaystyle \log {\mathcal {L}}(\theta |X_{1},X_{2},\ldots ,X_{n})=\log \left(\prod _{i=1}^{N}{\frac {1}{{\sqrt {2\pi }}\ \sigma \ }}\exp {\left(-{\frac {(X_{i}-\theta )^{2}}{2\sigma ^{2}}}\right)}\right)=-{\frac {n}{2}}\log 2\pi -{\frac {n}{2}}\log \sigma ^{2}-{\frac {1}{2\sigma ^{2}}}\sum _{i=1}^{N}(X_{i}-\theta )^{2}}
Pro výpočet maximálního věrohodného odhadu {\displaystyle {\hat {\theta }}} postačuje pomocí první derivace určit maxima funkce na pravé straně, tj. najít řešení rovnice
{\displaystyle {\frac {\partial \log {\mathcal {L}}(\theta |X_{1},X_{2},\ldots ,X_{n})}{\partial \theta }}={\frac {1}{\sigma ^{2}}}\sum _{i=1}^{N}(X_{i}-\theta )=0}
které je
{\displaystyle {\hat {\theta }}={\frac {1}{n}}\sum {X_{i}}={\bar {X}}_{n}}
tedy výběrový průměr.

## Vlastnosti
Statistické odhady lze charakterizovat pomocí několika základních vlastností:
- Odhad {\displaystyle \phi (x)} parametrické funkce {\displaystyle g(\theta )} nazveme nestranný odhad, jestliže odhad není zatížen systematickou chybou, tj. {\displaystyle \mathbb {E} _{\theta }\phi (x)=\theta }.
- Odhad {\displaystyle \phi _{n}(X_{1},X_{2},\ldots ,X_{n})} parametrické funkce {\displaystyle g(\theta )} na základě náhodného výběru {\displaystyle X_{1},X_{2},\ldots ,X_{n}} nazveme konzistentní odhad, jestliže zvyšováním počtu pozorování lze chybu odhadu udělat libovolně malou, tj. platí {\displaystyle \textstyle P_{\theta }\left(\lim _{n\to \infty }\phi _{n}(X_{1},X_{2},\ldots ,X_{n})=g(\theta )\right)=1}.

### Přednosti
V některých případech odhadu parametrů založeném na malém počtu pozorování se maximálně věrohodný odhad nechová nestranně, nicméně při splnění mírných předpokladů má řadu důležitých vlastností .
1. Je konzistentní.
2. Pro dostatečně velká {\displaystyle n} má přibližně normální rozdělení, tj. pro odhad {\displaystyle {\hat {\theta }}} a parametr {\displaystyle \theta \in \Theta } platí {\displaystyle {\sqrt {n}}({\hat {\theta }}-\theta ){\xrightarrow {d}}{\mathcal {N}}\left(0,{\mathcal {I}}^{-1}(\theta )\right)}.
Přičemž se jedná o tzv. konvergenci v distribuci. Veličina {\displaystyle {\mathcal {I}}(\theta )} označuje Fisherovu informaci, kterou lze chápat jako míru informace o parametru {\displaystyle \theta } obsažené v jednom pozorování.[1]
3. Je asymptoticky (pro počet pozorování {\displaystyle n\to \infty }) eficientní, tj. odhaduje neznámý parametr nejlepším možným způsobem.
4. Pro spojité parametrické funkce {\displaystyle g(\theta )} je maximální věrohodný odhad roven {\displaystyle g({\hat {\theta }})}.

### Nedostatky
- Základní předpoklad pro využití maximálního věrohodnostního odhadu je přesný a správný popis pravděpodobnostního modelu. Je-li tento popis reálné situace nepřesný, pak jsou získané odhady nekonzistentní s pozorovanými daty.
- Věrohodnostní funkce mohou být na základě zvoleného modelu a neznámých parametrů libovolně komplikované. Důsledkem jsou věrohodnostní rovnice, pro které nemusí existovat analytické řešení a při hledání maxima věrohodnostní funkce je pak nutné použít numerické metody.
- Přednosti maximálního věrohodnostního odhadu vycházejí z asymptotických vlastností. Pro nízké počty pozorování je tedy vhodnější použít jiné metody odhadu.[3]

## Využití
Metoda maximální věrohodnosti má široké využití v matematické statistice, například
1. při testování hypotéz,
2. ve faktorové analýze.

Navíc se tato metoda často využívá i v jiných oborech, například
1. při rozpoznávání objektů v obrazových datech,
2. v ekonometrii a modelování finančních trhů,
3. při přesné lokalizaci (pomocí GPS apod.).